# Clubiona maracandica
Clubiona maracandica este o specie de păianjeni din genul Clubiona, familia Clubionidae, descrisă de Kroneberg, 1875. Conform Catalogue of Life specia Clubiona maracandica nu are subspecii cunoscute.